# ンガリンジェリ語
ンガリンジェリ語 (ンガリンジェリご、或いはヤラルディ語、ヤラルデティンガー語) 又は ナリンイェリ語 (ンガリンイェリ語とも)は、主にンガリンジェリ族やラミンジェリ人によって話される孤立した言語である。
ンガリンジェリ語を流暢に話せた最後の人は1960年代に逝去したが、2009年、ンガリンジェリ語辞書を作ろうとする新たな試みが為された。1864年、ンガリンジェリの聖書が初めて英語訳された("Jehovah winmin gardenowe Edenald, kile yuppun ityan korn gardenungai." "Jehovah God planted a garden in Eden, toward the east, and there he put the man whom he had formed.")。

## 単語
ンガリンジェリ語には、以下の単語がある
- barno ...おば
- gauwel ...午後
- kainggaipari ...警察
- kombo ...虹
- kuri ...首、川、声
- nori ...警察(特にオーストラリアの)